# Louis-Guillaume Jubert de Bouville
Pour les articles homonymes, voir Jubert.
Louis-Guillaume Jubert de Bouville, né le 27 avril 1677 à Limoges et mort le 20 mai 1741 à Paris, est un administrateur français.

## Biographie
Il est le fils de Michel-André Jubert de Bouville, intendant de la généralité d'Orléans 1694-1709 et Nicole-Françoise Desmarets, fille de Jean Desmarets et de Marie Colbert; sa mère est la sœur de Nicolas Desmarets, et la nièce de Jean-Baptiste Colbert. 
Il est d'abord conseiller à la cour des aides de Paris (1699-1703), puis conseiller au Parlement de Paris (1703-1708), et maître des requêtes. Il est ensuite nommé par le roi intendant de la généralité d'Alençon (1708-1713), puis de la généralité d'Orléans (1713-1731). En 1731, il est nommé conseiller d'État semestre.
Il épouse Marie Gabrielle Martin d'Auzielle (†1742), fille de Jean Louis Martin, seigneur d'Auzielle, fermier général, et Marie Madeleine Demas.
Ils sont les parents de nombreux enfants =
- Gabrielle Jubert de Bouville (1699-1775), religieuse professe à l'abbaye de Saint-Loup les Orléans 1714-, abbesse de la même abbaye 1731-

- André Jubert de Bouville (1698-1742 château de Dangu), maître des requêtes 1723-, marié en 1724 avec Marie Thérèse Julie Guyot de Chenizot (1705-1772), fille de François Guyot de Chenizot, receveur général des finances de la généralité de Rouen et Jeanne Julie Berger
- Louis-Nicolas Jubert, (1700-1770), appelé le comte de Bouville, maître de camp de cavalerie et chevalier de Saint-Louis [2]
- Augustin Toussaint Jubert de Bouville, sous-lieutenant dans le régiment des gardes françaises 1726-
- Louis Alphonse Jubert (1703-1775), lieutenant  de vaisseaux du roi 1741-
- Bernard Marie Gabriel Jubert de Bouville (1708-1788), chanoine puis vicaire général de l'Église de Chartres, abbé commendataire de Saint-Martin de Massay
- Félicité Jubert de Bouville (vers 1713-1735), mariée en 1733 avec son beau-frère, Jean Guyot de Villers, receveur général des finances de la généralité de Rouen (il l'est encore en 1743), d'où Marie Jeanne Louise Félicité Guyot de Villers religieuse
- Charlotte Angélique Jubert de Bouville, religieuse professe à l'abbaye de Saint-Loup les Orléans